# 1 + 2
1 + 2 es el primer extended play (EP) del proyecto musical Recoil, a cargo de Alan Wilder. Fue publicado el 18 de agosto de 1986 a través del sello discográfico Mute Records. Concebido desde distintos samples de Depeche Mode, Kraftwerk y otras bandas de Mute, Recoil inició como un proyecto experimental para presentar instrumentales extensos.

## Concepto

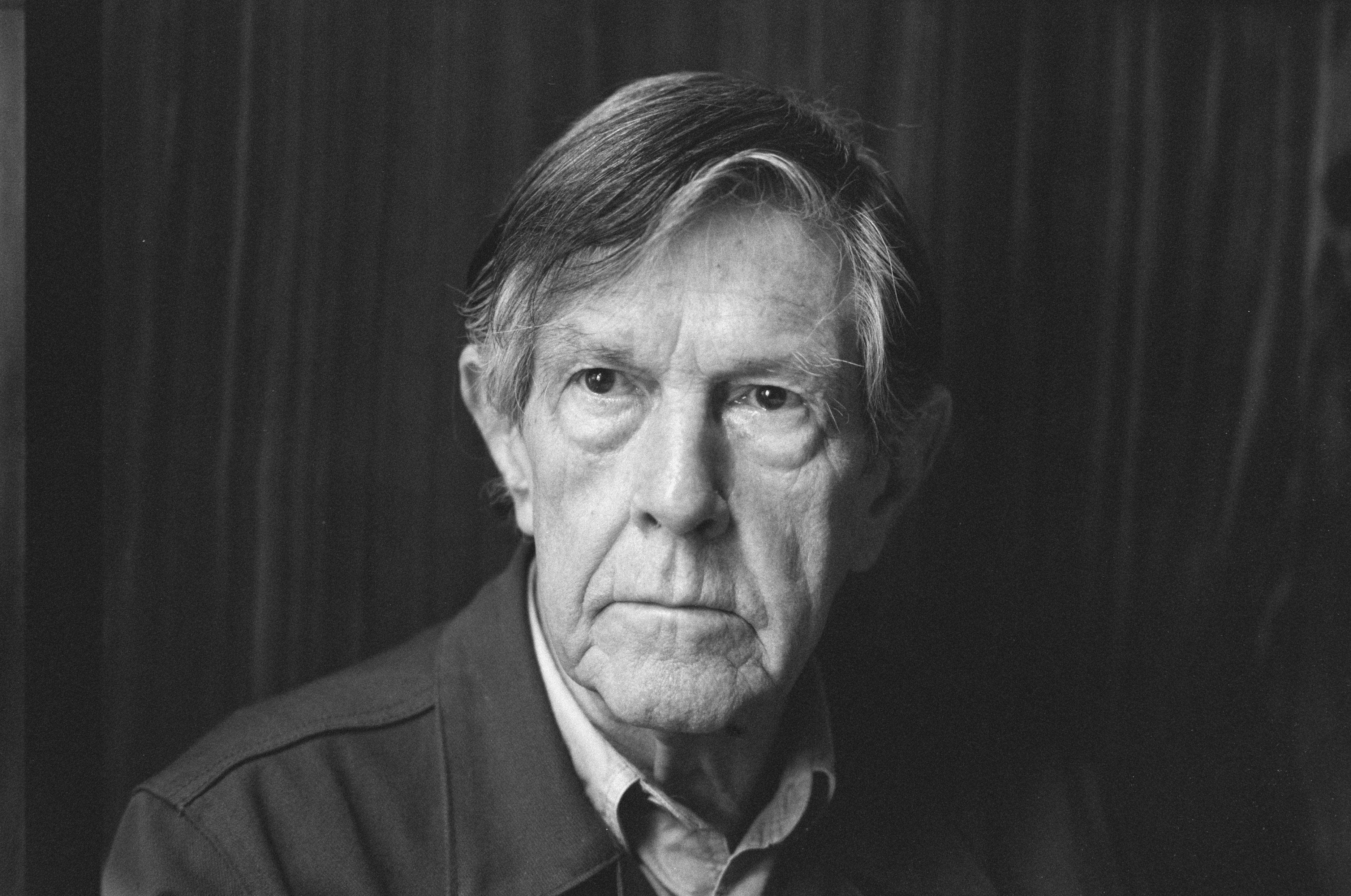
El compositor avant garde estadounidense John Cage, cuyas piezas instrumentales fueron cruciales en el origen del proyecto.

Un día, Daniel Miller escuchó uno de los demos de Wilder en un casete de cuatro pistas grabado en Portaestudio, alentándolo a publicar el material guardado, a pesar de que Wilder lo consideraba incompleto. Debido a eso y sus compromisos con Depeche Mode, su publicación original fue camuflada bajo un 12 pulgadas, esto en medio de giras promocionales por Black Celebration, el quinto álbum de estudio de la banda.
Durante un preguntas y respuestas retrospectiva en su sitio web, Wilder comentó sobre el proyecto inicial y si había pensado en cambiar algo del EP, respondiendo: “sentimos que era bueno para publicar lo que fuese y tal vez no lo sentí tan valioso porque era solo un proyecto paralelo en ese momento”. En cuanto a los instrumentos utilizados en la grabación, Wilder utilizó los teclados Emulator, Roland JP8 y PPG. Sobre el proceso de composición, decidió inclinarse por un mayor sonido experimental con técnicas de sampling y loops como base, algo que Wilder menciona, contrastaba con el material de Depeche Mode que era forjado por samples individuales.

## Recepción
En una reseña de AllMusic para la reedición en CD Hydrology Plus 1 + 2, menciona que el proyecto inicial de Recoil está alejado de los lanzamientos tecno-industriales que marcaron su trabajo posterior, concluyendo con “algunos oyentes encontrarán las pistas demasiado largas, otros querrán perderse en el sonido”.

“1 + 2 está completamente basado en sintetizadores, pero no se parece a las lindas canciones pop del grupo. De naturaleza instrumental en su mayoría, algunas de ellas vibran en el sentido tradicional pero sirven principalmente como ambiente. Es agradable ver a los miembros de D. Mode bifurcarse en otros terrenos musicales [...] ”
 –Dance Music Report (1986).

## Lista de canciones
| N.º | Título | Duración |  |
| 1.  | «1»    | 14:24    |  |
| 2.  | «2»    | 18:37    |  |

## Créditos y personal
- Alan Wilder – Instrumentos y producción.
- T + CP Associates – Diseño y fotografía.